# ダゲスタンの歴史
本項ではダゲスタンの歴史（ダゲスタンのれきし）について述べる。北コーカサス東部にあるダゲスタン（カフカス・アルバニア）は歴史的に幾つかの公国で構成された。南のイスラム教国と北の正教会国家が覇権を争う場所としての役割が19世紀初まで長く続き、特にペルシア（現イランにあたる地域の国家）とロシア帝国の間の紛争が最も重要であった。
「ダゲスタン」という名前は歴史上東コーカサスを指した。この地域は1860年にロシア帝国に併合され、ダゲスタン州に改名された。その後、テレク州東部も含めて1921年にダゲスタン自治ソビエト社会主義共和国が成立、1991年に自治権のより強い、ロシア連邦の構成主体であるダゲスタン共和国に変わって現代にいたる。

## サーサーン朝の統治と6世紀のハザールによる侵攻

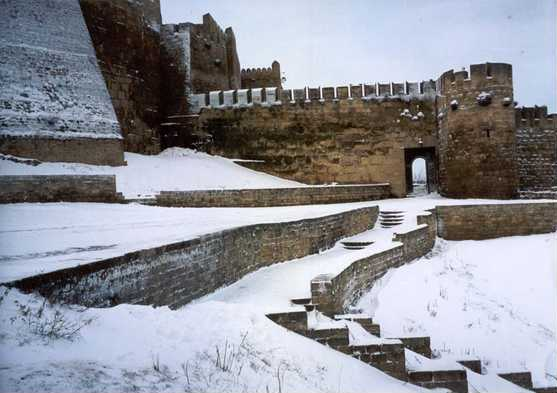
ダゲスタンのデルベントはサーサーン朝の要塞で知られ、UNESCOの世界遺産として登録されている。画像は2006年撮影。

100年以上の戦争を経て、サーサーン朝は6世紀に東コーカサスを征服した。その結果、ダゲスタン全域がサーサーン朝の影響下に置かれた。
552年、ハザールがコーカサス北東部に侵攻、ダゲスタン北部の低地地域を占領した。当時のシャーハーンシャーであるホスロー1世（在位：531年 - 579年）は領土を遊牧民族から守るべく、デルベントで要塞を築き、カスピ海とコーカサス山脈の間にある狭い通り道を閉ざした。ホスロー1世はクムフ要塞も築いた。現代の「デルベント」という名前はペルシア語でدربندであり、「閉じられた門」という意味だったが、この名前は5世紀末から6世紀初、カワード1世（在位：488年 - 531年）の治世にデルベントが再設立されたときに使用されるようになった。
イラン百科事典によると、古代イラン語の要素は特にサーサーン朝の時期にダゲスタンとデルベント市の住民の話し言葉に吸収され、その多くが現在に至るまで残っている。実際、デルベントと東コーカサス全体をペルシア化する政策は数世紀にわたって行われ、ホスロー1世もサファヴィー朝のイスマーイール1世（在位：1501年 - 1524年）とアッバース1世（在位：1588年 - 1629年）もそれを採用した。後のDarband-nāmaによると、ホスロー1世は要塞を建設した後、「多くの人々をペルシアからここ（デルベント）に移動させた」。3,000世帯がペルシア内陸部からデルベント市と周辺の集落に移住したという。アル＝アンダルス人（イベリア半島のイスラム教徒）Ḥamīd Moḥammad Ḡarnāṭīによる1130年の記録ではデルベントに多くの民族が居住しており、中には多くのペルシア語の話す市民も含まれているとされ、Darband-nāmaの記述と合致する。

## 7世紀から8世紀のアラブ人による侵攻
ダゲスタンはイスラーム教徒のペルシア征服によりペルシア人統治からアラブ人統治に移ったが、この時期はアラブ人とハザール人が北東コーカサスをめぐって150年間戦争したことでも知られている。ウマル・ブン・ハッターブの治世中の643年、アブドゥッラフマーン・ブン・ラビーア・バーヒリー率いるアラブ人軍勢がデルベントとその周辺地域を占領した。アブドゥッラフマーンは652年のバランジャル包囲戦中に戦死した。662年にはハザール人がダゲスタンに侵攻した。698年、カリフのアブドゥルマリク（在位：685年 - 705年）の弟ムハンマド・ブン・マルワーンがデルベントを占領した。705年にはカリフのワリード1世（在位：705年 - 715年）の弟マスラマ・ブン・アブドゥルマリクがデルベントを再び占領した。
722年、カリフのヤズィード2世（在位：720年 - 724年）が軍人のジャッラーフ・ハカミーをデルベント要塞の守備に派遣した。歴史家のタバリーはジャッラーフの戦役について、「アラブ人はダゲスタン南部でハザール人を撃破した後、ダゲスタンの山岳地帯に進んだ。彼らはKhamzinとグミクの人々の抵抗を乗り越え、臣従を拒否したカイタグとタバサランへの懲罰的な遠征で彼らを略奪した」と記述した。歴史家のバルアミーは723年の記述でジャッラーフが「近しい指揮官1人を呼びつけて戦士3千人を与え、『カイタグに行って、途中であった全ての者を破壊して、抵抗する者全員と戦って、日の出までに私の前に帰ってくるように』と命じた」とした。ジャッラーフ率いるアラブ人軍勢は723年にダゲスタンを行軍してバランジャルを占領したが、彼は730年のマルジ・アルダビールの戦いで戦死した。
マスラマは730年から731年にかけて鉄の門を7つ築いて「できる限りの方法でデルベントを要塞化した」後、「軍を率いてグムクに進軍した」。732年、マルワーン・ブン・ムハンマド（カリフのヒシャーム・ブン・アブドゥルマリクのいとこ）が強固な要塞を突破してダゲスタンの諸統治者に年貢を支払わせた。9世紀のペルシア人ジャービル・ブン・ハイヤーンはグミクとKhunzakhが占領された後、マルワーンが「そこから離れ、Tumenの地に入った」と記述した。9世紀の歴史家バラーズリーによると、マルワーンは軍勢12万を率いてハザール領に侵攻した。ハザール軍は連敗してサマンダルを占領された。797年、ハザールは再びダゲスタンに侵攻した。

1124年頃のコーカサス地域。

9世紀と10世紀にも散発的な戦闘が起きたが、10世紀にハザールが崩壊したため大規模な戦闘はなくなった。以降は数世紀間ジョチ・ウルスなど遊牧民族の統治が続いた。

## ペルシア支配とロシアによる征服
16世紀初、サファヴィー朝ペルシアがダゲスタンの統治を再び確立、以降断続的ながらペルシア支配が19世紀初期まで続いた。16世紀と17世紀には法律における慣習が法典化され、ジャマートと呼ばれる集落の組織がある程度の自治権を得た。一方、クムイク人のシャムカルは1651年から1653年までのロシア・ペルシャ戦争がロシアの敗北に終わったにもかかわらず、ツァーリの保護を求めた。ロシアは18世紀にダゲスタンへの支配を強めようとし、ピョートル1世が1722年から1723年のロシア・ペルシャ戦争でダゲスタンの海岸部を併合したが、1735年のギャンジャ条約で返還している。
また18世紀にはアヴァル・ハン国の中興も見られ、ナーディル・シャーのダゲスタン戦役では一時的に抵抗に成功し、シルヴァンとグルジア諸国に年貢を強いるほどであった。1747年以降、ペルシア領ダゲスタンはデルベント・ハン国を通じて治められるようになり、その中心地はデルベントであった。エカチェリーナ2世のペルシア遠征（1796年）はロシア帝国がデルベントを占領する結果に終わったが、今度はエカチェリーナ2世の死去など内政問題によりまたしても撤退を余儀なくされ、ダゲスタンはガージャール朝ペルシアに再占領された。

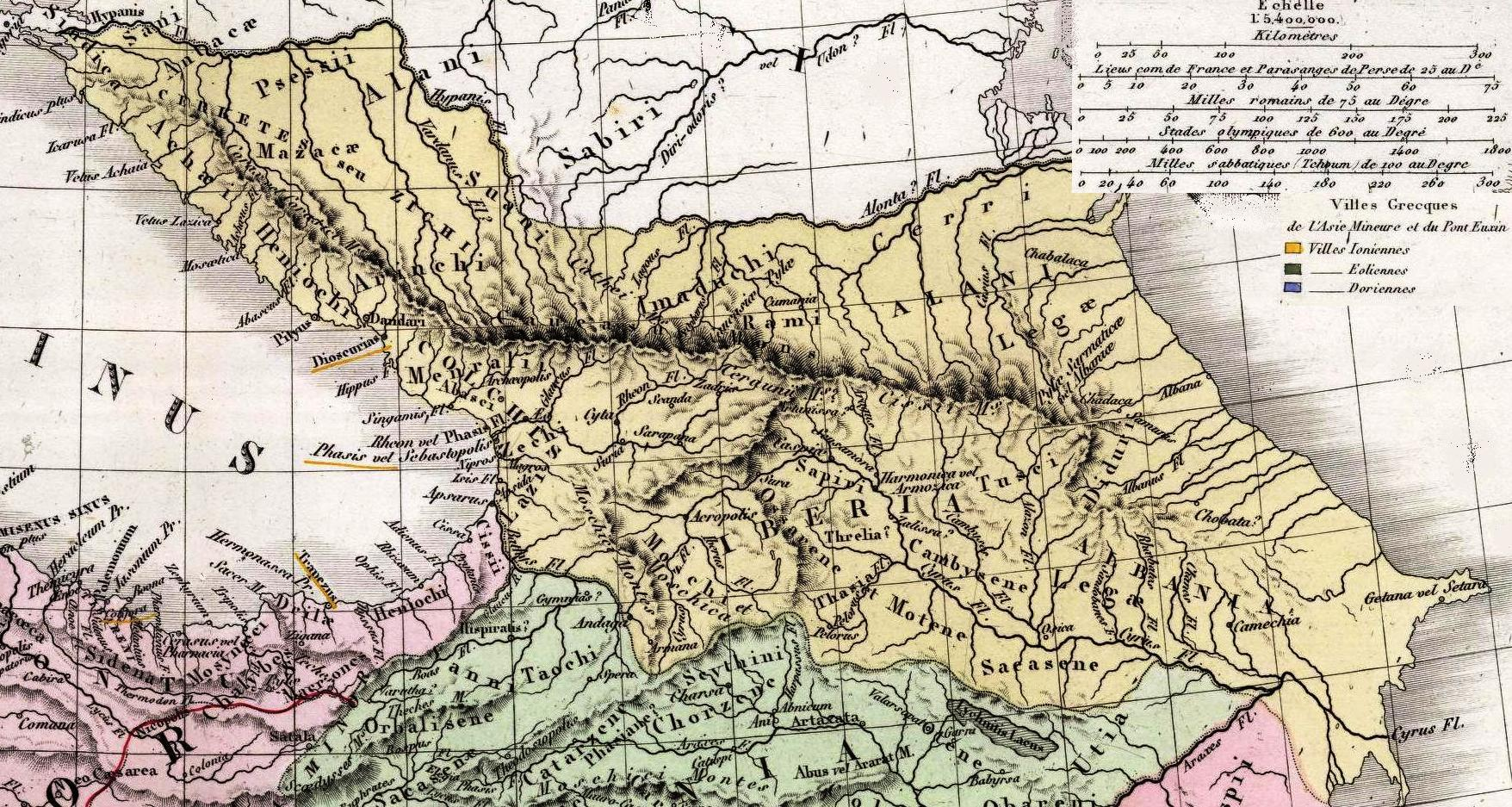
コーカサスの地図、1875年。

1806年、デルベント・ハン国はロシアに占領され、1804年から1813年までのロシア・ペルシャ戦争の後に正式に確認された。1813年、ロシアが戦争に勝利したことでガージャール朝はゴレスターン条約でデルベントを含むダゲスタン南部などコーカサスの広大な領土を割譲せざるを得なかった。1826年から1828年までのロシア・ペルシャ戦争を終結させたトルコマーンチャーイ条約により、ロシアのダゲスタン支配は揺るぎないものになり、ペルシアは二度とダゲスタンに手を出せなくなった。

## 現代史
ロシア帝国の統治にダゲスタン人は失望した。重税、土地収用、マハチカラなどの要塞の建築といった圧政により、ダゲスタン人はコーカサス・イマーム国を支持して反乱を起こした。この反乱により勃発したコーカサス戦争はガジ・マホメド（1828年 - 1832年）、ガムザト＝ベク（1832年 - 1834年）、シャミール（1834年 - 1859年）といったイマームたちに支えられて、1859年にシャミールが降伏するまで続いた。その後、コーカサス戦争は1864年に終戦、アヴァル・ハン国が廃止された。

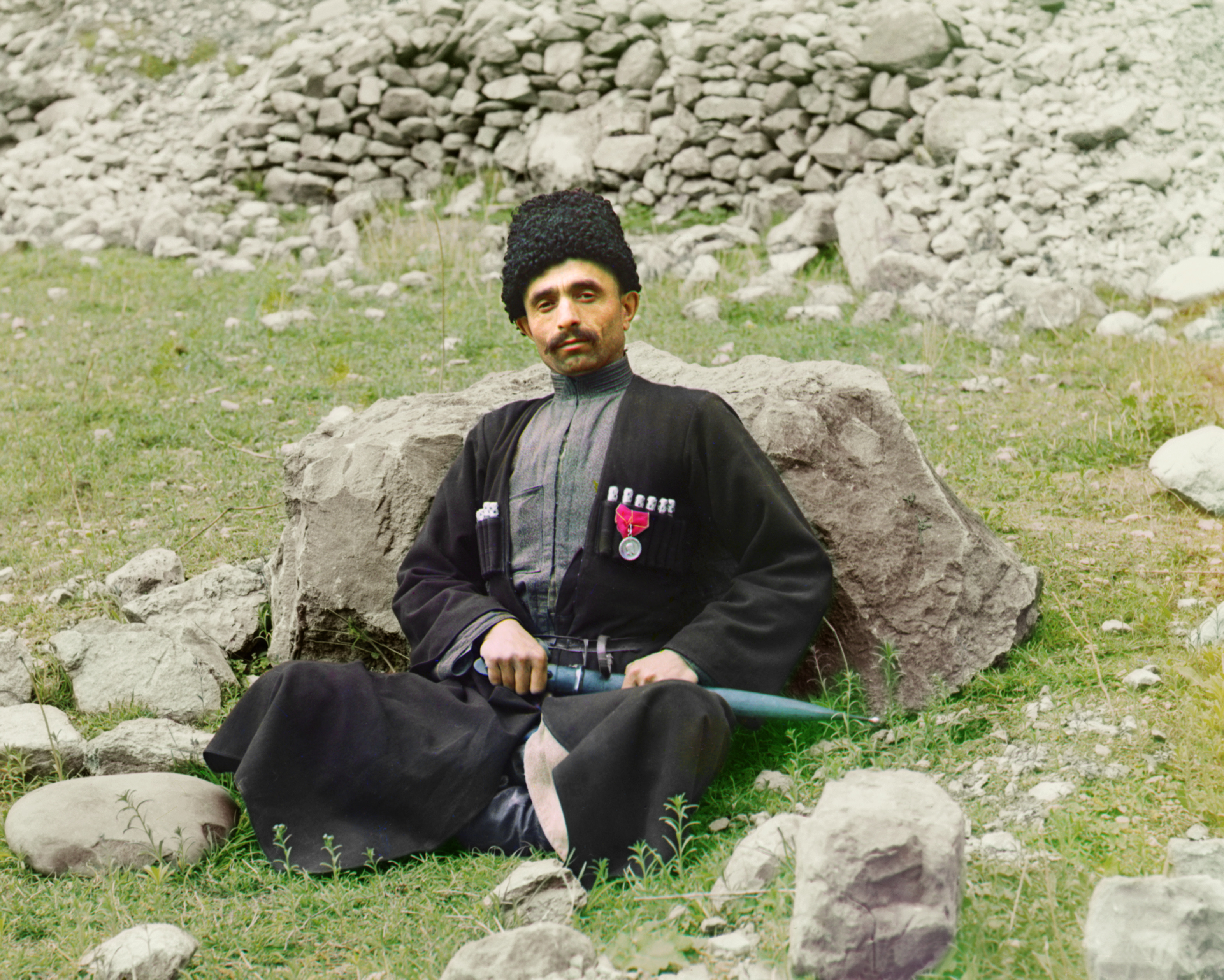
1907年から1915年頃のダゲスタン人、セルゲイ・プロクジン＝ゴルスキー撮影。

ダゲスタンとチェチェンは1877年から1878年の露土戦争を利用して一斉に蜂起した。以降チェチェンは19世紀末と20世紀を通じて数度蜂起したが、ダゲスタンと一斉に蜂起したのは1878年で最後だった。1917年12月21日、イングーシ、チェチェン、ダゲスタンがロシアからの独立を宣言、北コーカサス山岳共和国を建国、列強から承認された。この共和国の首都はダゲスタンのテミル＝クハン＝シュラだった。初代首相にはチェチェンの政治家タパ・チェルモエフが選出された。しかし、最終的にはボリシェヴィキの進軍により1921年1月20日にダゲスタン自治ソビエト社会主義共和国の建国が宣言された。ヨシフ・スターリンの工業化の波はダゲスタンに及ばなかったため、ダゲスタンの経済は停滞し、ロシア国内で最も貧しい地域となった。
1999年、シャミル・バサエフとイブン・アル＝ハッターブ率いるチェチェンからのイスラム主義組織は「独立ダゲスタン・イスラム国」を建国するためにダゲスタンに侵攻した。侵攻を撃退した後、ロシアはチェチェンに進攻した。また2010年初から2012年末までダゲスタン共和国内で暴力が頻発し、「内戦寸前」と報じられた。